# Immersione in apnea ai The World Games Series 2025
Le competizioni di immersione in apnea ai The World Games Series 2025 si sono svolte dal 29 al 30 marzo 2025 a Chengdu, in Cina

## Podi

### Uomini
| Evento               | Oro              | Argento          | Bronzo                   |
| Dinamica con pinne   | Alexey Molchanov | Mauro Generali   | Rolando Salgado Martinez |
| Dinamica senza pinne | Kai-Hsiang Chan  | Alexey Molchanov | Nenad Pavkovic           |

### Donne
| Evento               | Oro             | Argento           | Bronzo       |
| Dinamica con pinne   | Zsofia Torocsik | Kateryna Sadurska | Yasuko Ozeki |
| Dinamica senza pinne | Zsofia Torocsik | Kateryna Sadurska | Yasuko Ozeki |

## Medagliere
| Posiz. | Nazione                     | Oro | Argento | Bronzo | Totale |
| ------ | --------------------------- | --- | ------- | ------ | ------ |
| 1      | Ungheria                    | 2   | 0       | 0      | 2      |
| -      | Atleti Individuali Neutrali | 1   | 1       | 0      | 2      |
| 2      | Taipei cinese               | 1   | 0       | 0      | 1      |
| 3      | Ucraina                     | 0   | 2       | 0      | 2      |
| 4      | Italia                      | 0   | 1       | 0      | 1      |
| 5      | Giappone                    | 0   | 0       | 2      | 2      |
| 6      | Cuba                        | 0   | 0       | 1      | 1      |
| 6      | Serbia                      | 0   | 0       | 1      | 1      |
| Totale | Totale                      | 4   | 4       | 4      | 12     |